# Ásíyih Khánum
Ásíyih Khánum (znana głównie pod swym tytułem Navváb; ok. 1820–1886) – pierwsza i najbardziej znana żona Bahá'u'lláha. Jej ojcem był wysoko urodzony szlachcic Mirza Isma’il-i-Vazir. Poślubiła Bahá'u’lláha między 24 września a 22 października 1835 roku w Teheranie. Miała z nim siedmioro dzieci, z których trójka dożyła wieku dojrzałego. Mąż nadał jej kilka tytułów: Navváb, Wyniosłego Płatka i określił ją mianem wiecznej małżonki we wszystkich światach Boga. Gdy rodzina przeniosła się do Dworu Banji Ásíyih Khánum pozostała w Rezydencji 'Abbúd, co miało gwarantować rozdzielenie dwóch pozostałych małżonek proroka. Zmarła w Akce, a jej szczątki zostały przeniesione w grudniu 1939 przez Shoghi Effendiego do Ogrodu Nagrobków w Hajfie i spoczywają obok jej najmłodszego syna Mirzy Mihdí.